# Ключевий (Таштагольський район)
Ключеви́й (рос. Ключевой) — селище у складі Таштагольського району Кемеровської області, Росія. Адміністративний центр Кизил-Шорського сільського поселення.
Стара назва — Кошкани.

## Населення
Населення — 301 особа (2010; 365 у 2002).
Національний склад (станом на 2002 рік):
- шорці — 64 %
- росіяни — 34 %